# Алаа Майгуб
Алаа Мохаммед Майгуб (араб. علاء ميهوب; нар. 9 січня 1962, Єгипет) — єгипетський футболіст, півзахисник.

## Клубна кар'єра
Футбольну кар'єру розпочав в «Аль-Аглі» (Каїр). У складі каїрського клубу 1981 року дебютував у Прем'єр-лізі Єгипту, згодом став основним футболістом команди. У 1982 році разом з «Аль-Аглі» тріумфував у Лізі чемпіонів КАФ (3:0 та 1:0 у фіналі проти «Асанте Котоко»), а в 1987 році каїрський клуб знову виграв вище вказаний турнір (0:0 та 2:0 у фіналі проти суданського «Аль-Хіляля» (Омдурман)). П'ятиразовий чемпіон Єгипту (1982, 1985—1987 та 1989) та шестиразовий володар кубку країни (1983–1985, 1989 та 1991–1992). У 1984—1986 роках разом з «Аль-Аглі» вигравав Кубок володарів кубків КАФ. У 1992 році залишив каїрський клуб та перейшов до александрійського «Аль-Олімпі», де й завершив футбольну кар'єру.

## Кар'єра в збірній
У футболці національної збірної Єгипту дебютував 1987 року. У 1990 році головний тренер єгипетської збірної Махмуд Ель-Гохарі викликав Алаа для участі в чемпіонаті світу 1990 року в Італії. На цьому турнірі єгиптяни провели 3 матчі групового етапу: з Нідерландами (1:1), з Ірландією (0:0) та з Англією (0:1). Проте в жодному з них Майгуб на поле не виходив. З 1984 по 1993 рік у футболці національної команди зіграв 14 матчів, в яких відзначився 1-м голом.

## Кар'єра тренера
З листопада по грудень 2010 року працював виконувачем обов'язків головного тренера клубу «Аль-Масрі».

## Досягнення
- Переможець Кубка африканських націй (U-21): 1981
- Переможець Кубка африканських націй: 1986

«Аль-Аглі» (Каїр)
- Прем'єр-ліга Єгипту
  -  Чемпіон (5): 1981/82, 1984/85, 1985/86, 1986/87, 1988/89

- Кубок Єгипту
  -  Володар (6): 1982/83, 1983/84, 1984/85, 1988/89, 1990/91, 1991/92

- Кубок африканських чемпіонів
  -  Володар (2): 1982, 1987

- Кубок володарів кубків КАФ
  -  Володар (3): 1984, 1985, 1986

- Афро-Азійський кубок
  -  Володар (1): 1988